# Le Monde tel qu'il est (essai)
 (novembre 2023).
Pour l’article homonyme, voir Le Monde tel qu'il est.
Le Monde tel qu'il est est un essai de Michel Legris (1931-2008), journaliste français dont une bonne partie de la carrière s'est déroulée au journal Le Monde (de 1956 à 1972), qu'il critique dans ce livre publié chez Plon en 1976.

## Contexte
Michel Legris commence sa carrière dans le quotidien parisien Le Monde en 1956 et y reste jusqu'en 1972, année où il quitte le journal en faisant jouer la clause de conscience. Il attaque alors en justice le journal, se prétendant victime d'une rétrogradation, procès qu'il perdra en appel en 1976. À la suite de quoi, mis au ban de la profession, il allait connaître une longue "traversée du désert".

## Présentation du livre
Michel Legrisattaque son ancien journal sur le plan des idées et des méthodes de présentation de l'information. Il dénonce ce quotidien dit de référence qui, derrière son apparente objectivité, appliquerait de multiples procédés de désinformation mis au service de son engagement dans l'intelligentsia de gauche par une ligne éditoriale gauchisante, avec l'exaltation des « bons » (les Palestiniens, le Tiers-Monde, les révolutionnaires) et la stigmatisation des « méchants » (les Israéliens, les « beaufs », les Américains). Il voulait démontrer comment par le biais de fausses comparaisons, de suggestions orientées et d'insinuations, le quotidien était devenu dépendant « des idées toutes faites, des lieux communs à la mode, des réflexes conditionnés, des groupes de pression à l'intérieur de sa rédaction ». Il entendait montrer également que Le Monde avait minimisé les exactions des Khmers rouges au Cambodge.

## Accueil critique
Le Monde réagit sous la plume de Jean Planchais. Michel Legris fait face à André Fontaine, rédacteur en chef du Monde, dans l'émission de télévision Apostrophes en mai 1976.